# The Philadelphia Story
The Philadelphia Story (en Argentina, Pecadora equivocada; en España, Historias de Filadelfia) es una película basada en la obra teatral del mismo título escrita por Philip Barry (1896-1949) y publicada en 1939. Forma parte del AFI's 10 Top 10 en la categoría "Comedia romántica".

## Sinopsis
La acción de la película tiene lugar en una mansión señorial de Filadelfia (Pensilvania), en 1939, durante 24 horas. Narra la historia de Tracy Lord (Katharine Hepburn), hija de una familia acaudalada, muy conocida en la ciudad, divorciada de C.K. Dexter Haven (Cary Grant). Es de temperamento indómito e intransigente. Dos años después del divorcio está a punto de volver a contraer matrimonio con George Kittredge (John Howard), un hombre, aburrido y mediocre. Para inmortalizar la celebración una pareja de periodistas de la revista Spy, Macauley Connor (James Stewart) y Elizabeth Imbrie (Ruth Hussey), son invitados por C.K. Dexter Haven a tan esperado evento.

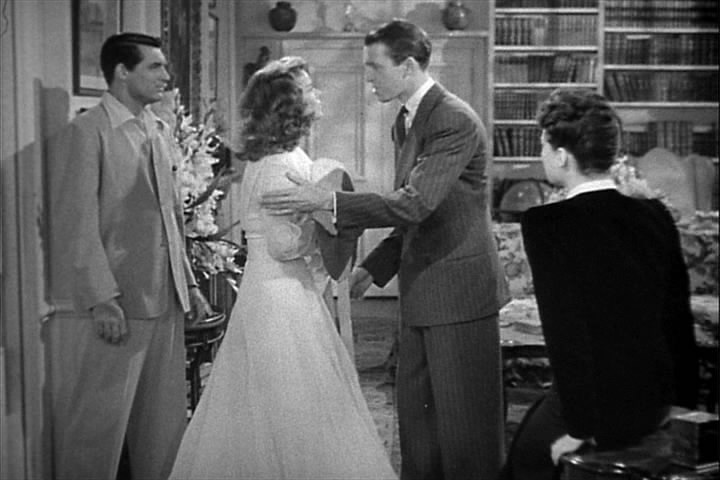
Cary Grant, Katharine Hepburn, James Stewart y Ruth Hussey en un fotograma del reclamo de la película.

## Reparto
- Katharine Hepburn - Tracy Samantha Lord
- Cary Grant - C.K. Dexter Haven
- James Stewart - Macaulay "Mike" Connor
- Ruth Hussey - Elizabeth "Liz" Imbrie
- John Howard - George Kittredge
- Roland Young - Tío Willie
- John Halliday - Seth Lord
- Mary Nash - Margaret Lord
- Virginia Weidler - Dinah Lord
- Henry Daniell - Sidney Kidd

## Premios
Para la 13.ª ceremonia de los Premios Óscar, The Philadelphia Story fue candidata a seis premios, ganando dos.
| Año  | Categoría                | Receptor             | Resultado |
| ---- | ------------------------ | -------------------- | --------- |
| 1940 | Producción sobresaliente | Metro-Goldwyn-Mayer  | Candidata |
| 1940 | Mejor director           | George Cukor         | Candidato |
| 1940 | Mejor actor              | James Stewart        | Ganador   |
| 1940 | Mejor actriz             | Katharine Hepburn    | Candidata |
| 1940 | Mejor actriz de reparto  | Ruth Hussey          | Candidata |
| 1940 | Mejor guion              | Donald Ogden Stewart | Ganador   |